# Surviving
Surviving es el décimo álbum de la banda Jimmy Eat World, fue lanzado el 18 de octubre de 2019 por Exotic Location Recordings y RCA.

## Recepción
Surviving recibió críticas generalmente positivas de los críticos. En Metacritic, que asigna una calificación normalizada de 100 a las críticas de los críticos, el álbum recibió un puntaje promedio de 79, lo que indica "reseñas generalmente favorables", basadas en 9 reseñas.

## Lista de canciones
| N.º | Título               | Duración |  |
| 1.  | «Surviving»          | 3:04     |  |
| 2.  | «Criminal Energy»    | 3:11     |  |
| 3.  | «Delivery»           | 3:13     |  |
| 4.  | «555»                | 3:41     |  |
| 5.  | «One Mil»            | 3:07     |  |
| 6.  | «All the Way (Stay)» | 4:05     |  |
| 7.  | «Diamond»            | 3:13     |  |
| 8.  | «Love Never»         | 2:54     |  |
| 9.  | «Recommit»           | 3:50     |  |
| 10. | «Congratulations»    | 6:11     |  |

## Personal
Jimmy Eat World
- Jim Adkins - vocalista, guitarra
- Tom Linton - coros, guitarra
- Rick Burch - bajo
- Zach Lind - batería